# Parallelldatorcentrum

Parallelldatorcentrum (PDC) är ett superdatorcentrum vid Kungliga Tekniska Högskolan i Stockholm.
PDC har en bakgrund i ett anslag för att anskaffa en parallelldator som beviljades en grupp forskare vid KTH-institutionen NADA efter en ansökan 1988. Valet föll på Thinking Machines Corporation och deras Connection Machine CM-2, som installerades hösten 1989. Detta ledde till idén att skapa en organisation för att utnyttja denna dator och andra existerande parallelldatorer, vilket ledde till att PDC skapades. Invigningen skedde 15 januari 1990 av KTH:s dåvarande rektor Janne Carlsson.

## Bilder

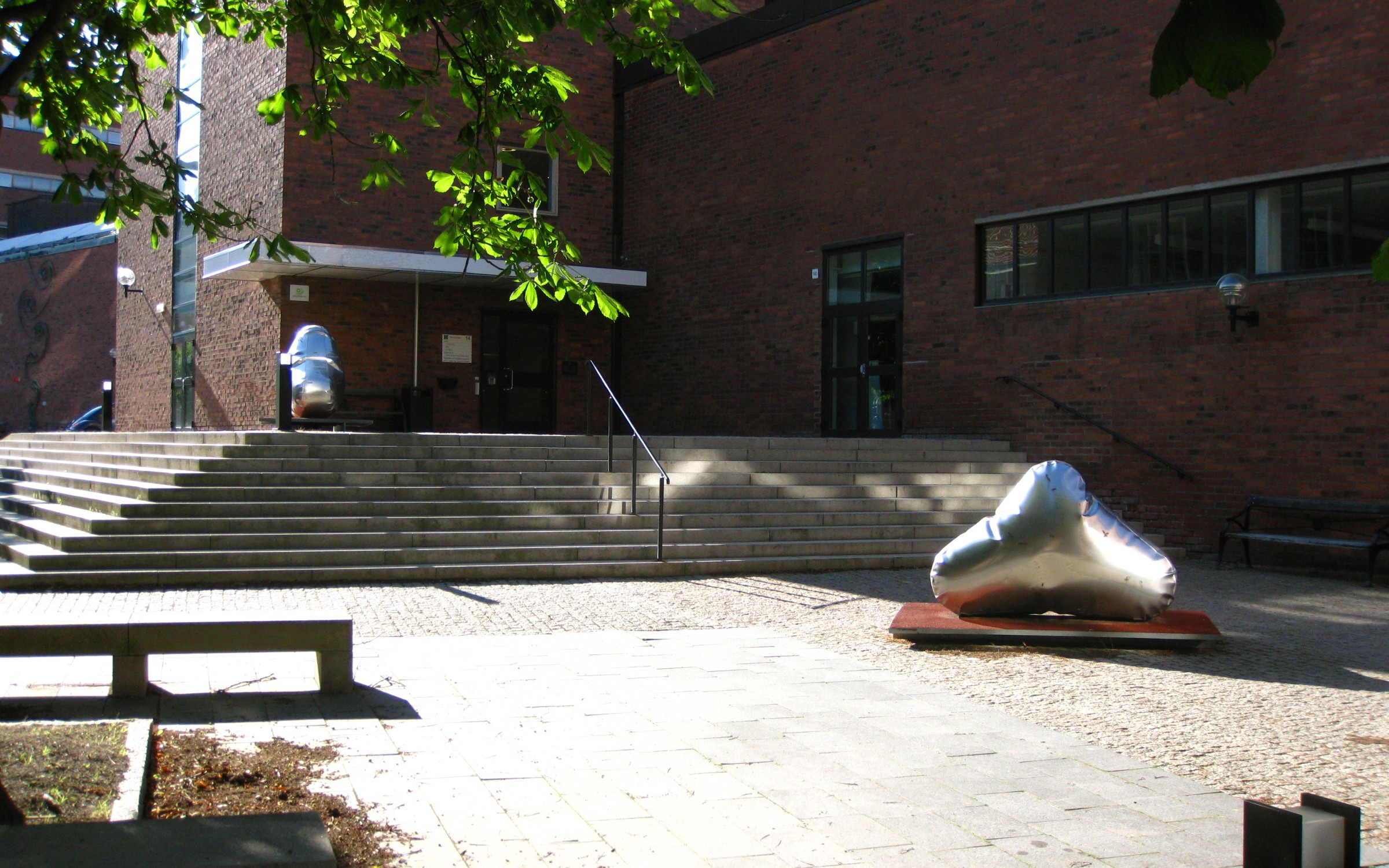
Huvudentrén med de konstverk som brukar kallas för Ahlgrens bilar.
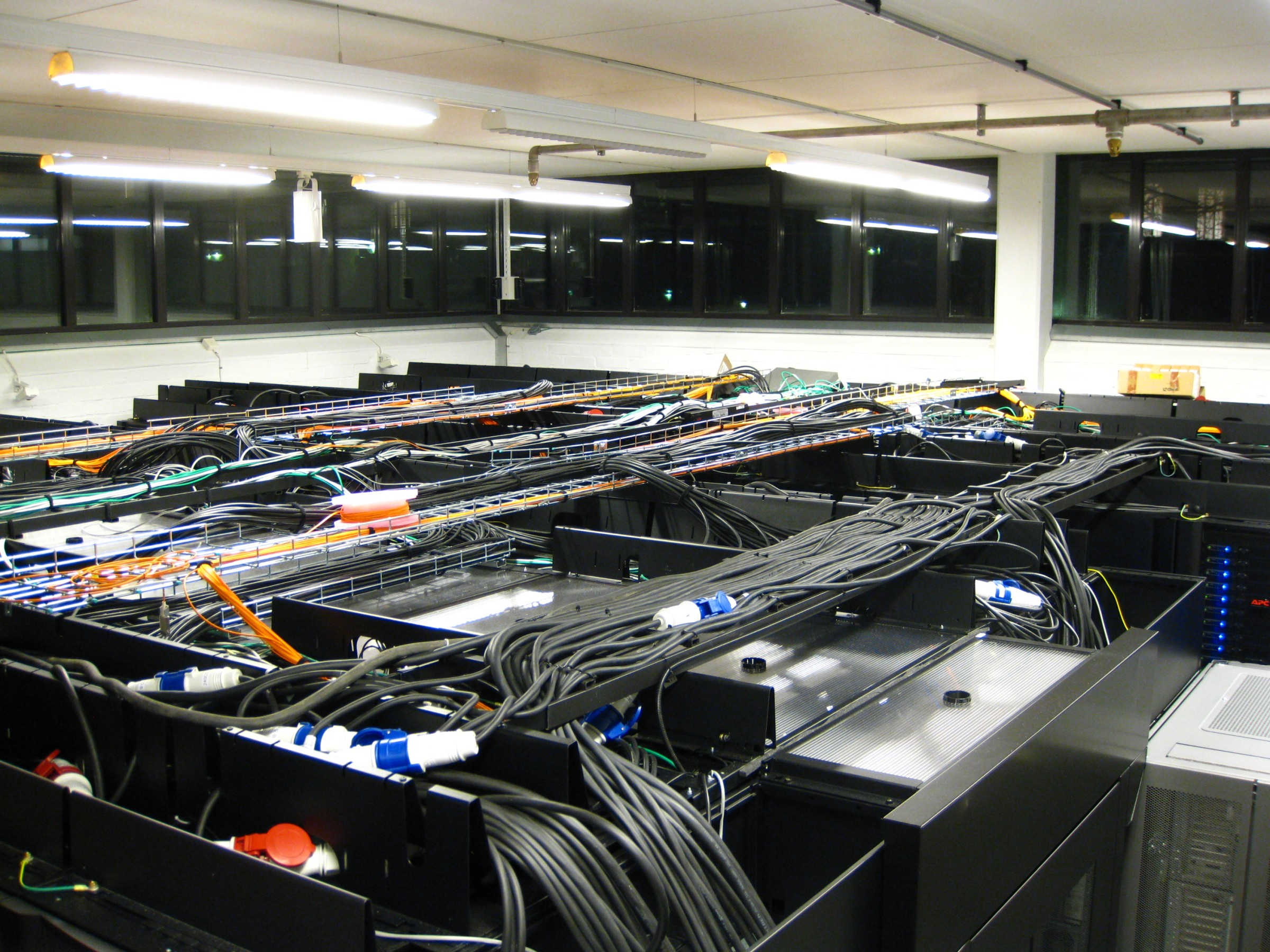
Datorhallen hos Parallelldatorcentrum.
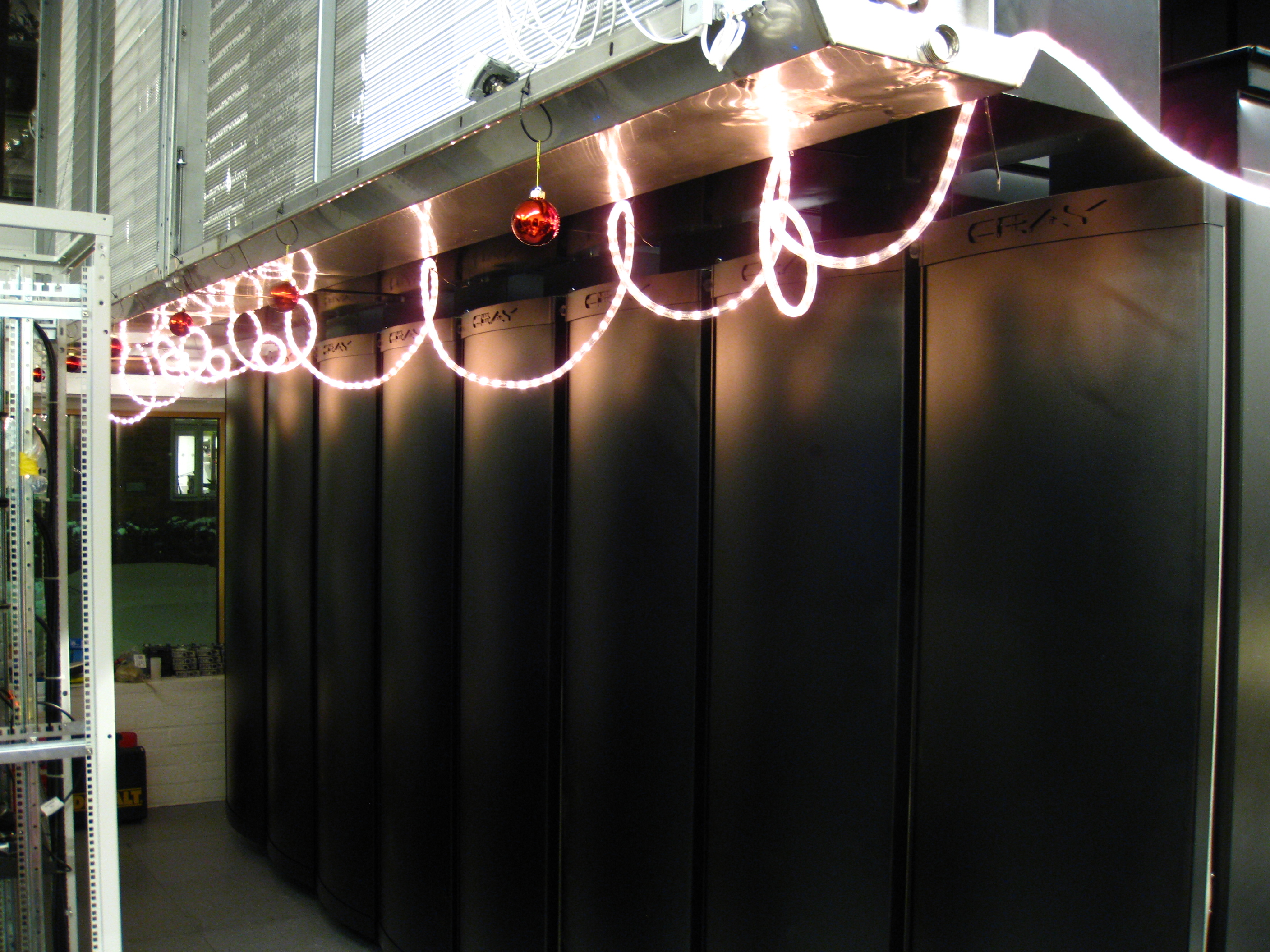
Superdatorn ”Lindgren” med julpynt.